# Hevesi-Tóth Evelin
Hevesi-Tóth Evelin (Szolnok, 1996. április 7. –) magyar színésznő, drámainstruktor.
2016-tól a Turay Ida Színházban játszott, majd 2017-2020-ig Szurdi Miklós társulatához szerződött, a Muharay Színházhoz. Mellette játszott a Pécsi Harmadik Színházban is. 2019-2021-ig Vörös Lénát alakította a Jóban Rosszban című szappanoperában.
2020-2023 között a Színház- és Filmművészeti Egyetem hallgatója volt. Egyetemi évei alatt és után dolgozott a Kerekasztal Színháznál, az Örkény István Színháznál és a Hatszín Teátrumban is.  
2021-től a DR?NKUBÁTOR társulással több alkalmazott színházi, független projekt megálmodója. 
2023-tól az Udvari Kamaraszínház társulati tagja. 
.

## Tanulmányai
A szolnoki Széchenyi István Gimnázium dráma tagozata (2010–2014) után a Gór Nagy Mária Színitanodába (2014-2017) járt.
2020-2023 között a Színház- és Filmművészeti Egyetem drámainstruktor szakos hallgatója. 
2023-tól a Károli Gáspár Református Egyetem színháztudomány mesterszakos hallgatója. 

## Főbb szerepei
- Csurka István: Megmaradni - Réka /Udvari Kamaraszínház/
- Andrási Attila: Anjou, a liliom útvesztői - Luxemburgi Margit /Udvari Kamaraszínház/
- Kemény Zsigmond - Andrási Attila: A rajongók - Báthory Zsófia / Udvari Kamaraszínház/
- Geoff: Csontketrec - Lány / Kerekasztal Színház/
- Gimesi Dóra: Heroes of the future, Hungexpo, színházi élményprogram
- Szabó Magda: Abgiél - Bánki / Bánfalvy Stúdió/
- Pozsgai Zsolt: Vadkan - Frangepán Katalin /Pécsi Harmadik Színház/
- Kiss Dávid: Az eső sem mossa el - Csilla /Szurdi Miklós Társulata/
- Slobodzianek: A mi osztályunk – Zocha /Szurdi Miklós Társulata/
- Heltai: Tündérlaki lányok – Sárika /Szurdi Miklós Társulata/
- Topolcsányi Laura: Hamu és gyémánt – Liza /Turay Ida Színház/
- Goldoni: Chioggiai csetepaté – Lucietta /Szurdi Miklós Társulata/
- Exupery: A kis herceg – Rózsa /Szurdi Miklós Társulata/
- Svarc: Hétköznapi csoda – Hercegnő /Szurdi Miklós Társulata/
- Lázár Ervin: Négyszögletű kerek erdő – Aromo /Szurdi Miklós Társulata/
- Békeffy, Vadnai: Tisztelt ház – Fehérné /Szurdi Miklós Társulata/
- Madák Zsuzsanna: Verona - Lőrinc, Júlia, Paris, Baltazár /Szurdi Miklós Társulata/
- G. Lorca: Vérnász – Menyasszony
- Egressy: 4x100 – Grafika

## Tévészerepei
- Jóban Rosszban – Vörös Léna (2019-2020)
- Mintaapák – ruhabolti eladó (2020)
- Oltári történetek – Varró Bianka (2022)
- Házasság első látásra - reklám, Menyasszony (2024)